# Astrophocaudia slaughteri

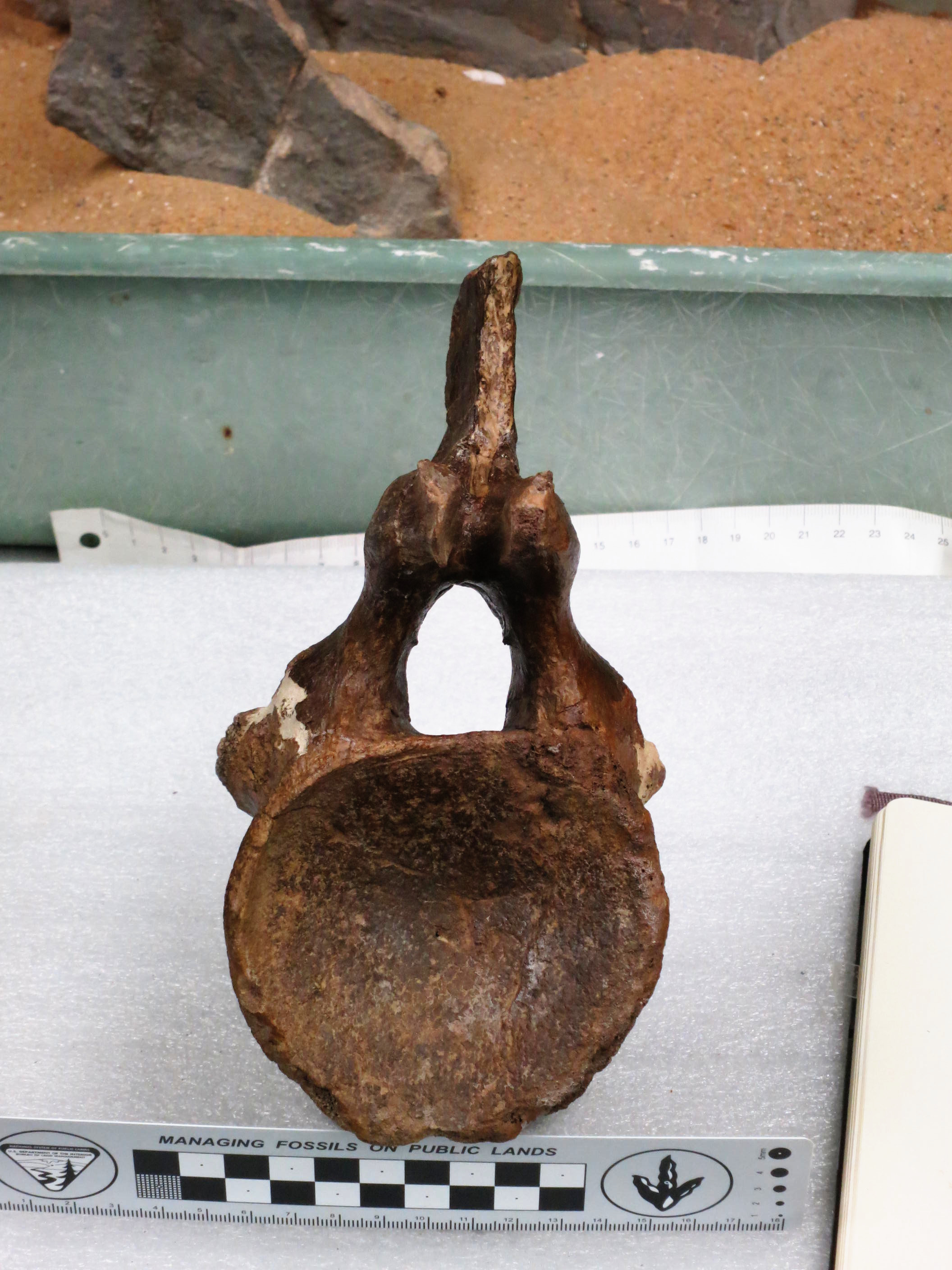
Vertebra caudal de Astrophocaudia.

Astrophocaudia slaughteri ("Cola sin torsión de Robert Slaughter") es la única especie conocida del género extinto Astrophocaudia de dinosaurio sauropodomorfo saurópodo, que vivió a principios del período Cretácico, hace aproximadamente 112 millones de años, en el Albiense, en lo que hoy es Norteamérica. Sus restos fósiles aparecieron en el Trinity Group en Texas. Fue descrito en 2012 por Michael D. D'Emic siendo estudiante de doctorado en el Museo de Paleontología de la Universidad de Míchigan, EE. UU..